# Мясковський Микола Якович
Микола Якович Мяско́вський (рос. Николай Яковлевич Мясковский); (8 (20) квітня 1881, Модлін, Польща — 8 серпня 1950, Москва) — російський і радянський композитор, педагог. Народний артист СРСР (1946), доктор мистецтвознавства (1940). Лауреат Державної премія СРСР (1941, 1946 — двічі, 1950, 1951, посмертно).

## Біографічні відомості
Закінчив Петербурзьку консерваторію по класу композиції А. К. Лядова, Н. А. Римського-Корсакова. Протягом 25 років (з 1921) — професор Московської консерваторії, за цей час виховав 80 учнів, серед яких Дмитро Кабалевський та Арам Хачатурян.
Серед творів автора — 27 симфоній (1908—1949), 3 симфоніетти, концерти для інструментів з оркестром, 13 струнних квартетів (1930—1949), 9 сонат і цикли п'єс для фортепіано, вокальні твори й ін. Статті про музику.